# Gare de Gistel
La gare de Gistel est une ancienne gare ferroviaire belge de la ligne 62, d'Ostende à Torhout située sur le territoire de la commune de Gistel, en région flamande dans la Province de Flandre-Occidentale.
Mise en service en 1868 par le Chemin de fer d'Ostende à Armentières, elle ferme dans les années 1960.

## Situation ferroviaire
Établie à 4 m d'altitude, la gare de Gistel était située au point kilométrique (PK) 8,9 de la ligne 62, d'Ostende à Torhout entre les gares de Snaaskerke et Moere.

## Histoire
La station de Ghistelles (en néerlandais : Gistel) est mise en service le 1er avril 1868 par la Compagnie du chemin de fer d'Ostende à Armentières qui inaugure le même jour la ligne d'Ostende-Ville à Torhout. L'année suivante, la compagnie s'intègre à la Société générale d'exploitation de chemins de fer dont le rachat partiel par l'État en 1870 ne concerne pas les lignes de la région des Flandres. Le syndicat d'exploitation créé pour remplacer la SGE défunte est dissout en 1878 et la compagnie d'Ostende-Armentières est finalement nationalisée en 1880.
L’État belge remplace rapidement le bâtiment de la gare de 1868 par un nouveau, identique à ceux construits dans les autres stations de la ligne 62 après la nationalisation. Il faisait face à une place arborée.
La SNCB supprime les trains de voyageurs sur la ligne le 26 mai 1963. Les trains de marchandises disparaissent en 1967. Le bâtiment de la gare était encore visible en 1969.
Les rails inutilisés sont finalement retirés en 1984-1985. Un chemin baptisé « groene 62 » (qui peut se traduire par la (voie) verte 62) est accessible aux piétons et cyclistes. Le terrain de l'ancienne gare est occupé par un parc, des garages et le nouveau bâtiment de l'administration communale. L'emplacement du bâtiment correspond à l'aubette de la gare routière De Lijn.

### Nom de la gare
Gistel était francisé sous la forme de Ghistelles, qui change en 1910 pour Ghistelle dont le nom était écrit sur le mur-pignon de la gare. Elle prend son nom néerlandophone en 1927.

## Patrimoine ferroviaire

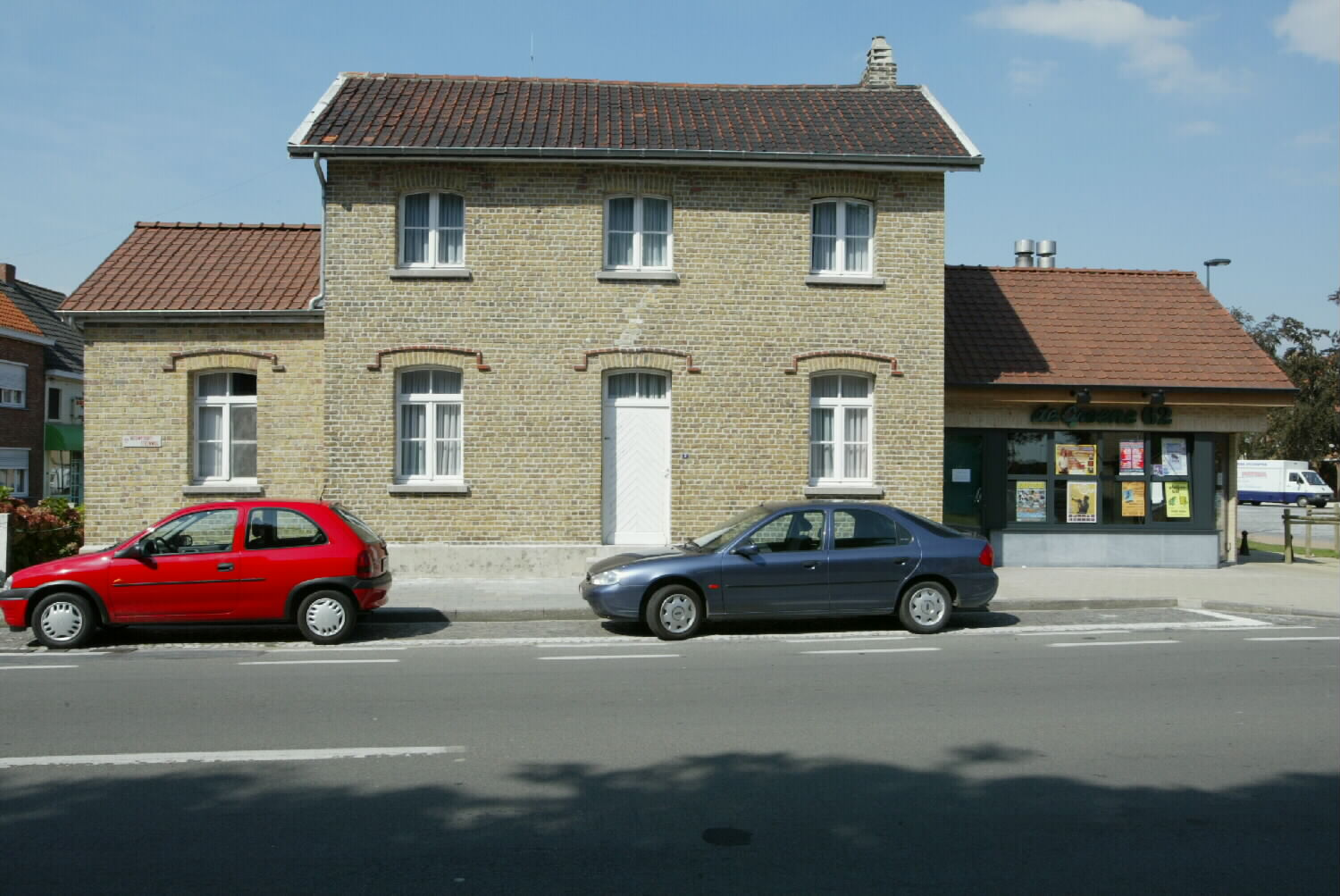
Maison de garde du passage à niveau abritant une friterie.

Les deux maisons de garde-barrière ont été réaffectées, l'une en habitation et l'autre en friterie « de Groene 62 ». Entre cette dernière et le café « la Gare », des barrières de passage à niveau en position ouverte ont été érigées de part et d'autre de la route.
Le bâtiment des recettes démoli était du même modèle (type 1881) que la gare de Moere voisine, restaurée après sa fermeture, dernier bâtiment de gare de ligne 62 après la fin de l'exploitation ferroviaire. L'Administration des chemins de fer de l'État belge a remplacé les gares d'origine de la ligne, jugées insuffisantes, par une série de constructions semblables.